# О Буњевцима. Повесничко-народописна расправа
О Буњевцима. Повесничко-народописна расправа је допуњена историјско-етнографска расправа Ивана Иванића објављена у Суботици 1. септембра 1894. године под издаваштвом штампарије Душана Петровића. Посвећена је сени Ивана Антуновића, највећег буњевачког родољуба. Подељена је на шест поглавља у којима је обухваћена историјска и културна прошлост бачких Буњеваца од њиховог преласка из крајева око реке Буне и Далмације у данашње просторе Војводине и Мађарске до пишчевог времена. Иако није у потпуности одговорио захтевима Матице српске, која је исписала награду за историјско-етнографску расправу о Буњевцима, рад Ивана Иванића награђен је са 100 форинти с образложењем да је писац изнео до тада непознате историјске податке и да је ударио темеље будућој потпуној и критичној расправи како о Буњевцима тако и о Шокцима.